# 艾氏棘鰭項鯰
艾氏棘鰭鯰，為輻鰭魚綱鯰形目項鰭鯰科的其中一種，為熱帶淡水魚類，分布於南美洲秘魯淡水流域，體長可達3.2公分，棲息在底中層水域，生活習性不明。